# حزقيال كارفاغال
حزقيال كارفاغال (بالإسبانية: Juan Carvajal Cerda)‏ هو لاعب كرة قدم تشيلي، ولد في 5 سبتمبر 1986 في كوبيابو في تشيلي. لعب مع فريق سان ماركوس دي أريكا ‏.

## وصلات خارجية
- حزقيال كارفاغال على موقع قاعدة بيانات كرة القدم.إي يو (الإنجليزية)
- حزقيال كارفاغال على موقع Soccerway.com (الإنجليزية)
- حزقيال كارفاغال على موقع AS.com (الإسبانية)